# Revolución de las Trece Colonias

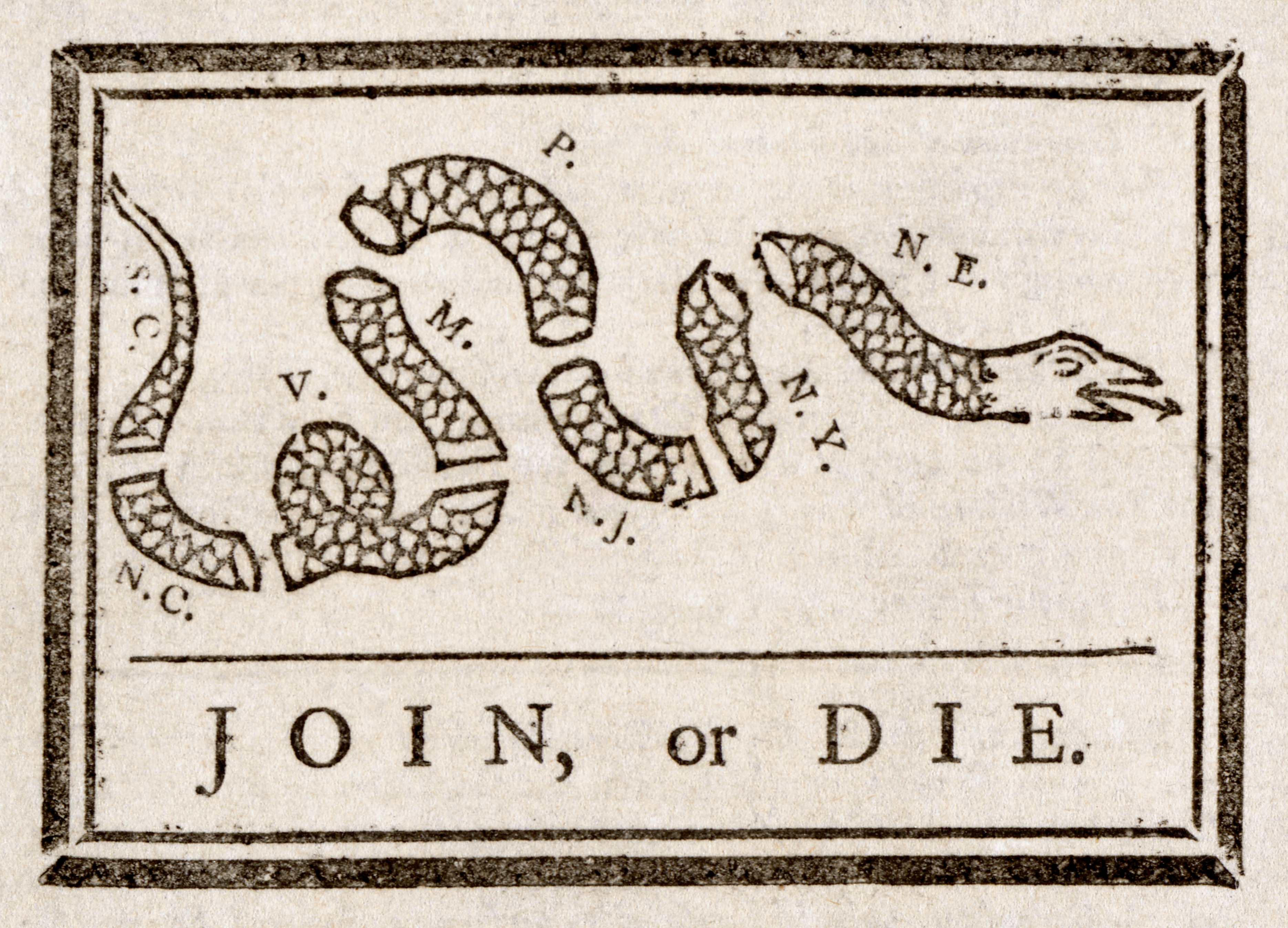
Join, or Die ("Únanse, o mueran"), ilustración aparecida en el Pennsylvania Gazette el 9 de mayo de 1754, atribuida a Benjamin Franklin.

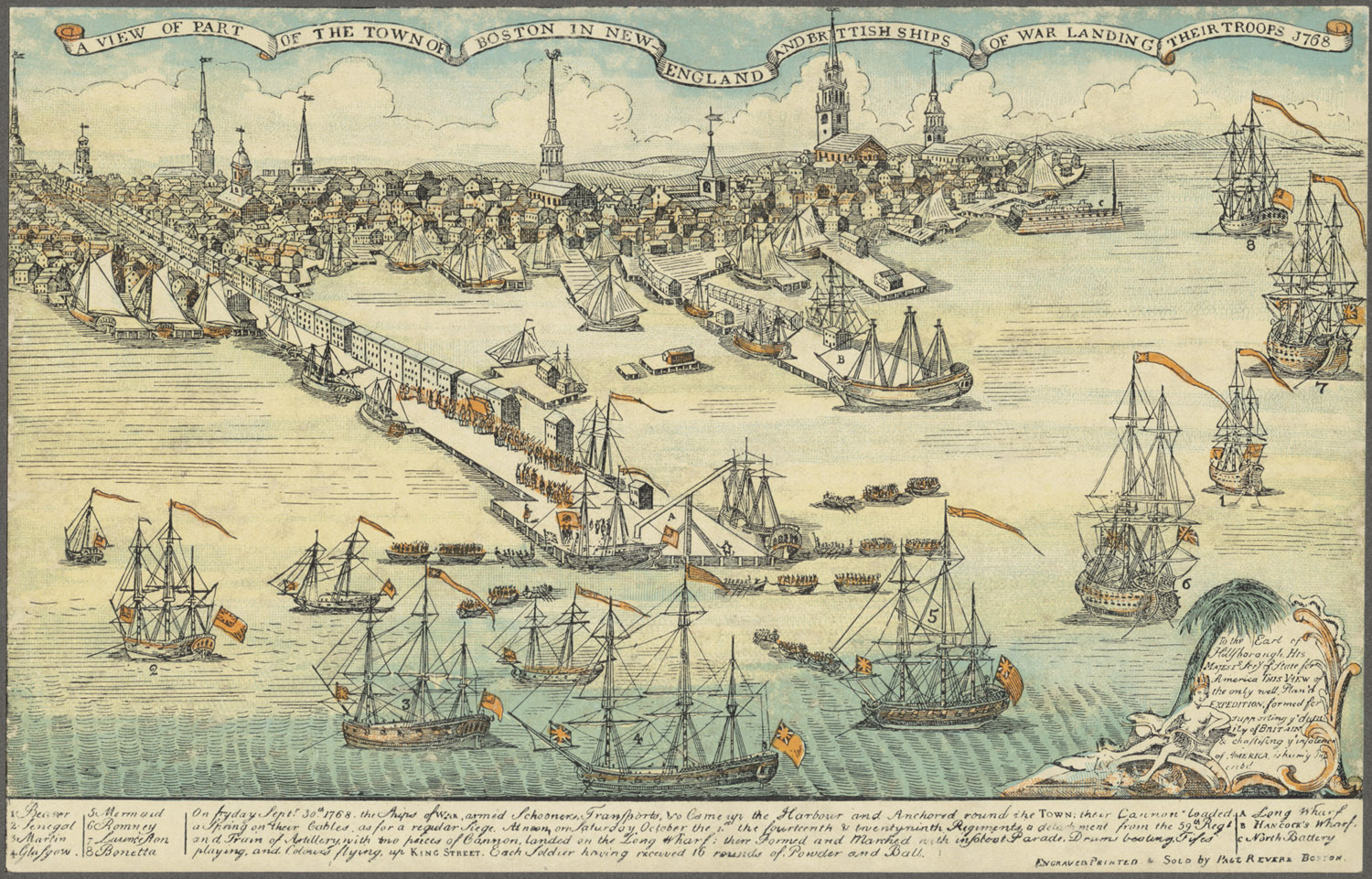
Desembarco de tropas británicas en Boston (1768), grabado de Paul Revere.

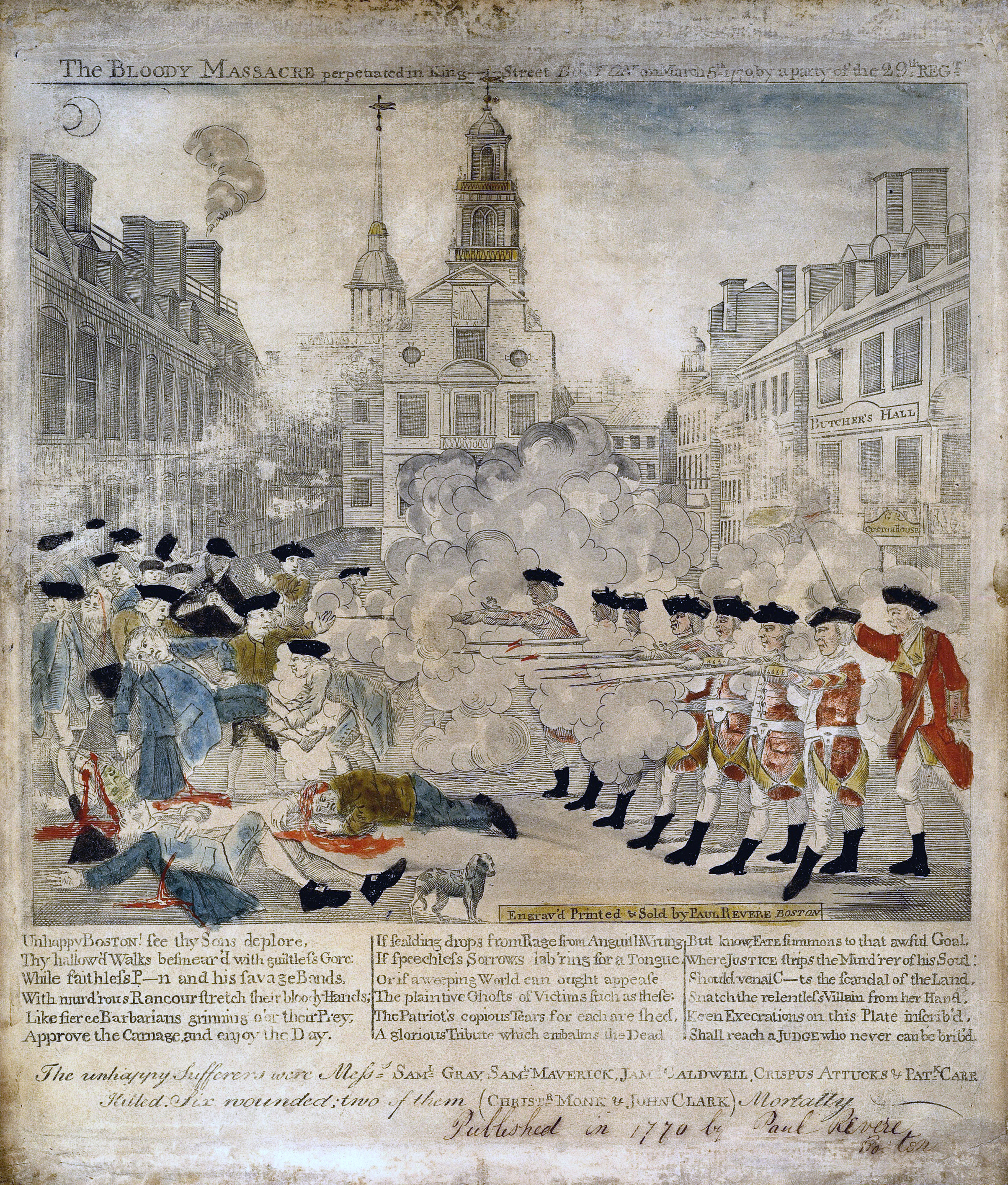
La masacre de Boston (un incidente ocurrido el 5 de marzo de 1770, que resultó en seis colonos muertos por soldados británicos) representada en un grabado de Paul Revere (un empresario que también participó en el motín del té y protagonizó la célebre "cabalgada de medianoche" previa a la batallas de Lexington y Concord).

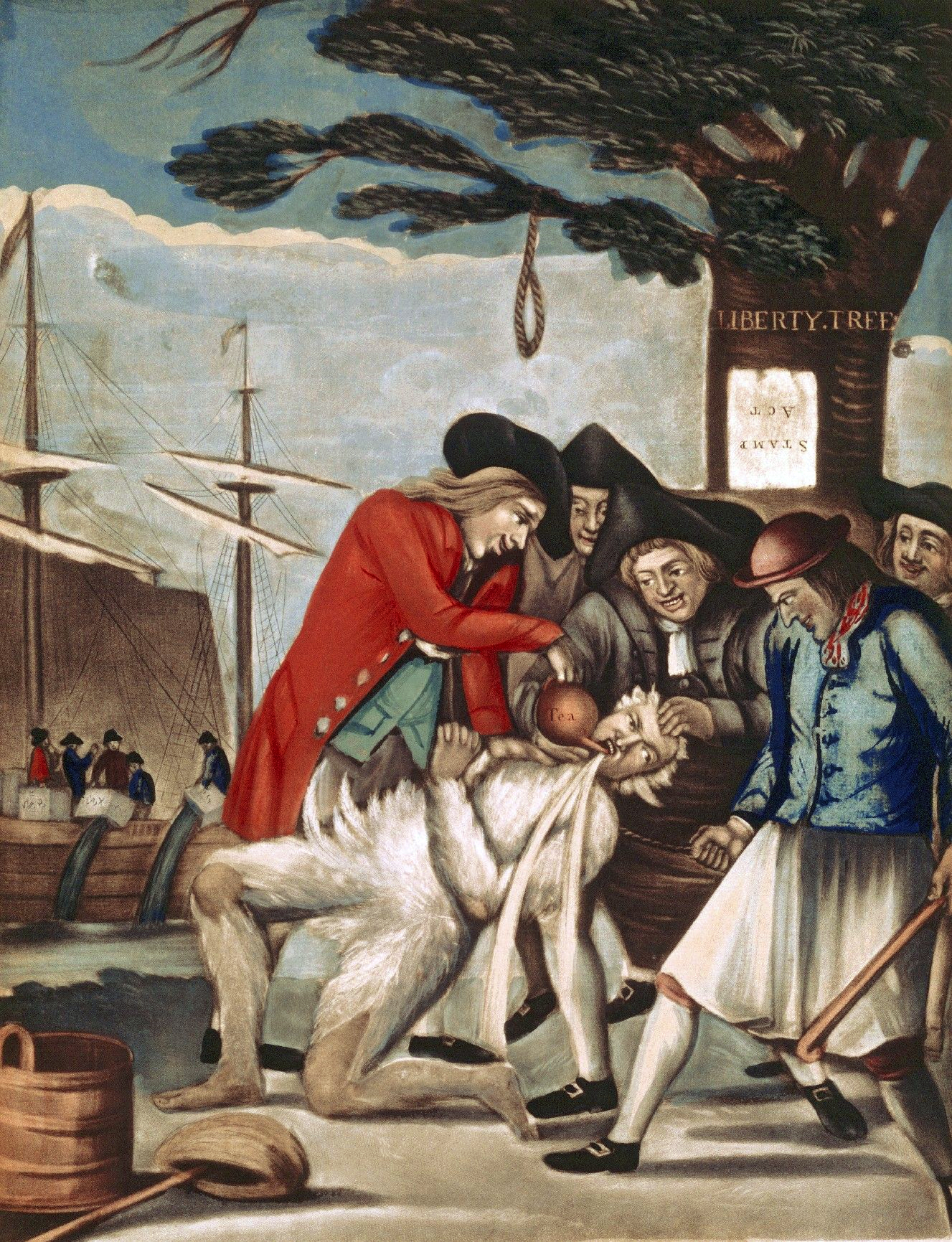
Bajo el árbol de la libertad (Liberty Tree) "los bostonianos pagan al recaudador de impuestos" (dibujo satírico inglés de 1774). La violencia revolucionaria quedó justificada con una frase de Jefferson: «The tree of liberty must be refreshed from time to time with the blood of patriots and tyrants» («El árbol de la libertad debe regarse de vez en cuando con la sangre de patriotas y tiranos»).

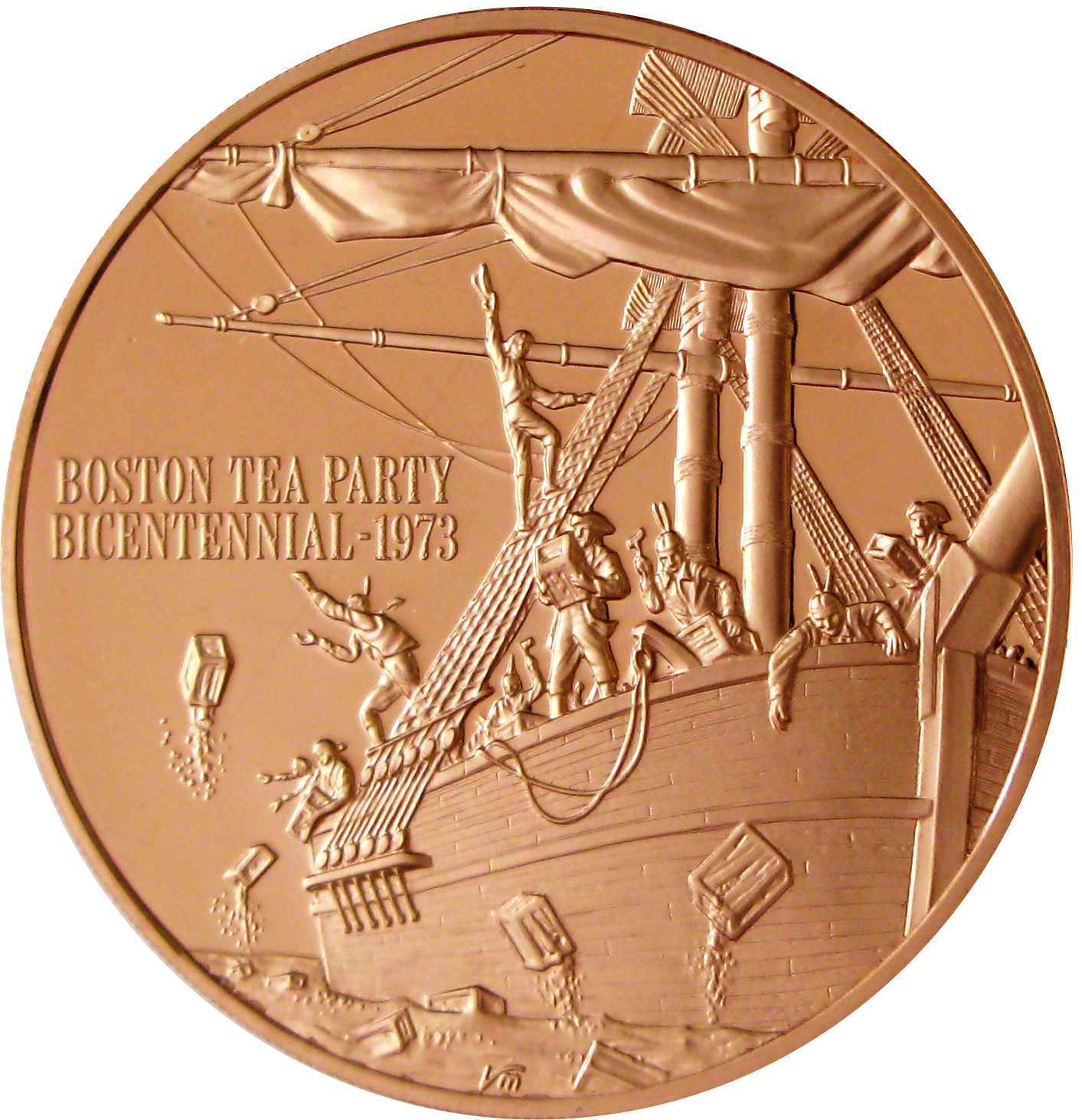
Medalla conmemorativa del bicentenario del motín del té de Boston (1973).

La Revolución de las Trece Colonias, Revolución estadounidense o Revolución de Estados Unidos fue el proceso revolucionario de las Trece Colonias Británicas en Norteamérica que culminaría con la independencia de Estados Unidos (en inglés: American Revolution, en español: Revolución estadounidense). También llamada en ocasiones Revolución Americana como traducción literal.
Al ser al mismo tiempo un proceso revolucionario (el primero de la llamada «era de las revoluciones» que abre la Edad Contemporánea para algunos historiadores) y un proceso de descolonización (la primera independencia del continente americano), esta revolución significó transformaciones y conflictos internos y un conflicto exterior, entre las «Trece Colonias» británicas de América del Norte y su metrópoli (el Reino Unido). De este proceso surgiría una nueva nación (los Estados Unidos de América), que se estableció jurídicamente en textos de gran trascendencia, como la Declaración de Independencia (4 de julio de 1776) y la Constitución (17 de septiembre de 1787).
Desde la década de 1760 la opinión pública de las Trece Colonias fue tomando conciencia de su identidad y unidad de intereses en una oposición cada vez mayor contra el gobierno británico, que no atendió los llamamientos a la moderación; hasta que la dinámica de desafíos mutuos condujo a un conflicto armado, la guerra de Independencia (1775-1783), aunque las victorias decisivas en el campo de batalla se dieron en octubre de 1781.
El ejemplo estadounidense fue decisivo para que en 1789 el protagonismo revolucionario pasara a Francia, y posteriormente a España y a Hispanoamérica, dentro de lo que se ha denominado el «ciclo atlántico» de las revoluciones burguesas o revoluciones liberales.

## «Injurias y usurpaciones»
La historia del presente rey de Gran Bretaña es una historia de repetidas injurias y usurpaciones, todas teniendo como objeto directo el establecimiento de una tiranía absoluta sobre estos Estados.
The history of the present King of Great Britain is a history of repeated injuries and usurpations, all having in direct object the establishment of an absolute Tyranny over these States.
Declaración de Independencia

La época revolucionaria se inició cuando llegó a su fin la amenaza militar francesa sobre las colonias británicas de América del Norte (guerra franco-india, 1754-1763). A pesar de la victoria del bando británico, en el que lucharon los colonos, quedaron frustradas las expectativas tanto de los minutemen y milicianos de a pie como de los colonos más ambiciosos que, habiendo demostrado en la guerra su capacidad y liderazgo, no tenían posibilidades de hacer carrera política o militar frente a los procedentes de la metrópoli, que acaparaban todos los cargos. Tras la Guerra de los Siete Años, Gran Bretaña declara Territorio Indio a las posesiones ganadas frente a Francia al este del río Misisipi mediante la Proclamación Real de 1763, que prohibía a los colonos asentarse más allá de los límites establecidos. El incremento de los costos de mantenimiento del Imperio llevó al gobierno británico a adoptar una política altamente impopular: las colonias debían pagar una parte sustancial de ello, para lo cual se subieron o crearon impuestos (la Sugar Act y la Currency Act de 1764, y la Stamp Act de 1765).

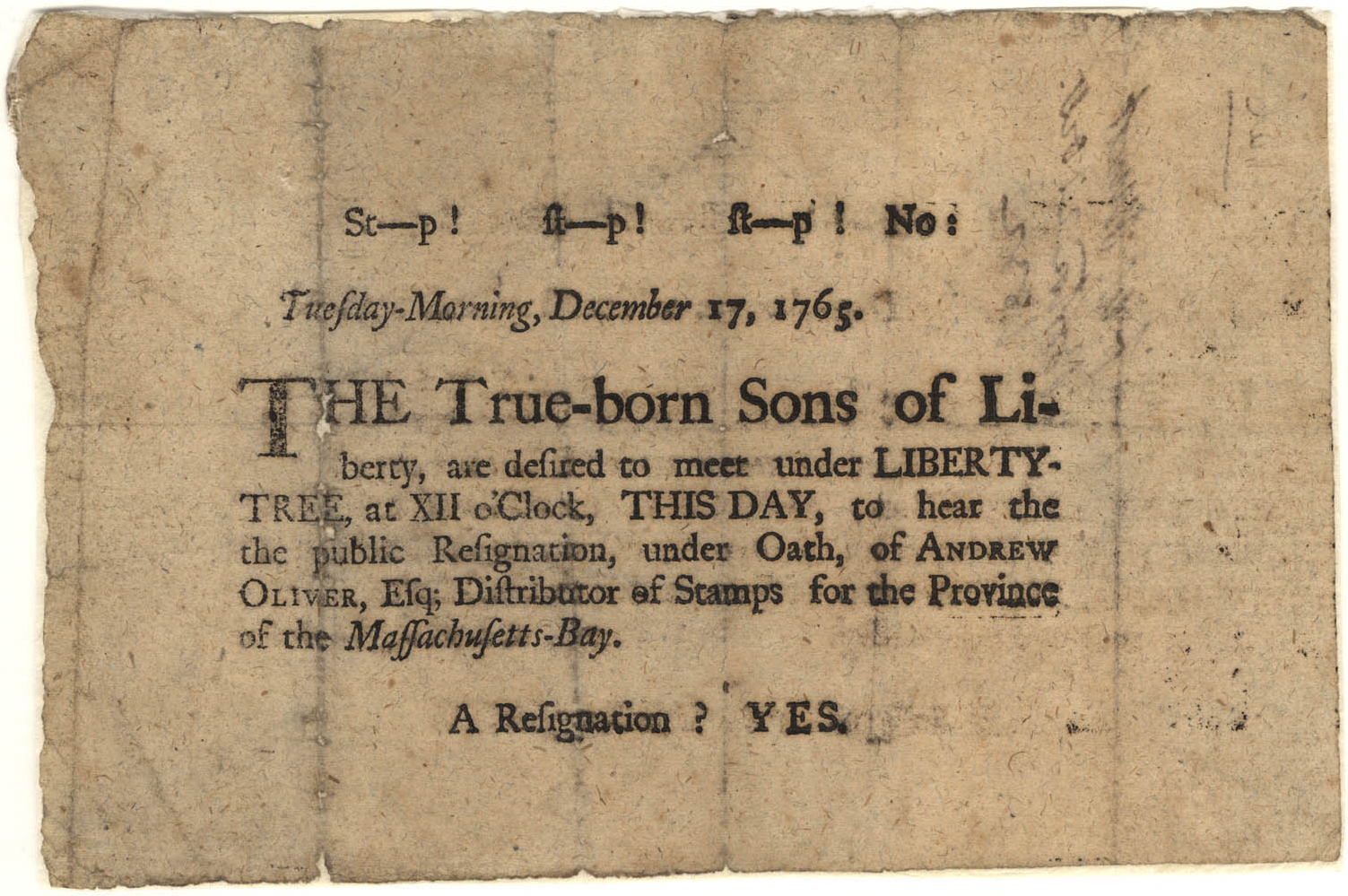
Pasquín con el texto siguiente: "Mañana del martes 17 de diciembre de 1765. Los verdaderamente nacidos Hijos de la Libertad [o hijos de la libertad por nacimiento] desearían reunirse bajo el árbol de la libertad, a las doce en punto, este día, para escuchar la dimisión pública, bajo juramento, del caballero Andrew Oliver, distribuidor de sellos para la provincia de la Bahía de Massachusetts. ¿Dimisión? Sí". La expresión True-Born tenía cierto uso sociopolítico, como en la popular sátira de Daniel Defoe titulada The True-Born Englishman (1701). También se usaba Free-Born o free-born englishman ("inglés nacido libre" -véase yeoman-).

El creciente descontento se evidenció en la creación de grupos opositores (como los denominados "Hijos de la Libertad" –Samuel Adams, John Hancock–), la reunión de un congreso de representantes de nueve legislaturas coloniales (Stamp Act Congress, Nueva York –en el actual Federal Hall–, 7 al 25 de octubre de 1765), que emitió una Declaration of Rights and Grievances ("declaración de derechos y agravios", 19 de octubre), en incidentes violentos espontáneos (masacre de Boston, 5 de marzo de 1770), y finalmente en movilizaciones populares de protesta (motín del té, Boston, 16 de diciembre de 1773).
La reacción del gobierno británico fue ocupar militarmente Boston (1768) y la del Parlamento de Londres promulgar un conjunto de leyes (primero las llamadas Townshend Acts de 1767, luego las denominadas "Actas intolerables", "coactivas" o "punitivas" de 1774) que recortaban las competencias de las instituciones autónomas y aumentaban las de los funcionarios y militares británicos. Al carecer las colonias de representación elegida en el Parlamento, muchos colonos consideraban ilegítimos tales impuestos y leyes, por suponer una violación de sus derechos como ingleses (No taxation without representation –"ningún impuesto sin representación"–, una derivación del clásico quod omnes tangit). La sensación de trato injusto se incrementó aún más por comparación al trato favorable que la Quebec Act daba simultáneamente a los colonos franceses de Quebec (vencidos en la guerra anterior).
Ya desde 1772, grupos de "patriotas" se venían organizando en "comités de correspondencia", un gobierno secreto o "en la sombra" (shadow government) que daría lugar a la creación de instituciones alternativas de poder en cada una de la mayoría de las colonias (denominadas Provincial Congress –"congreso provincial"– en Massachusetts, Carolina del Norte, Carolina del Sur, Nueva York, Nueva Jersey y Nuevo Hampshire, y Conventions –"convenciones"– en Virginia y Maryland, esta última llamada "de Annapolis" o Assembly of Freemen –"asamblea de hombres libres"–). En el curso de dos años, los congresos provinciales o sus equivalentes sustituyeron eficazmente al aparato de gobierno británico en las hasta entonces colonias, lo que culminó con la unificación de todos ellos en el Primer Congreso Continental (Filadelfia, 5 de septiembre de 1774). En realidad no era la primera reunión semejante (Stamp Act Congress, 1765, Congreso de Albany, 1754), pero sí la más numerosa de las celebradas hasta entonces: acudieron representantes de doce colonias (faltó Georgia).
Entre los colonos las posturas no eran unánimes: Joseph Galloway (representante de Pensilvania, y en otras cuestiones muy cercano a Franklin) era partidario de mantener el vínculo con la metrópoli (Plan de Unión, derrotado por estrecho margen el 22 de octubre de 1774), mientras que los partidarios de la ruptura se agruparon en torno a un texto denominado Suffolk Resolves (9 de septiembre de 1774). El Congreso emitió una "Petición al Rey" (Petition to the King, 25 de octubre de 1774) que no fue atendida; y se estableció un boicot comercial a los productos británicos (Continental Association, 1 de diciembre de 1774).
En Londres se debatía entre los partidarios de reconciliarse con los colonos (Edmund Burke –en sus discursos utiliza argumentos liberal-conservadores a favor del de autogobierno de las colonias; paradójicamente, argumentos equivalentes a los que posteriormente le llevaron a oponerse a la Revolución francesa–, William Pitt –propuso el reconocimiento de autogobierno y la retirada de las tropas de Boston, en ambos casos sin éxito–, Bowood Circle) y los de imponer la soberanía británica de forma intransigente, que dominaban el Parlamento e impulsaron nuevas "leyes restrictivas" (Restraining Acts, 9 de febrero de 1775).

Territorio de las Trece Colonias en 1775 (rojo), junto al Territorio Indio de acuerdo con la Proclamación Real de 1763, que prohibía a los colonos asentarse más al oeste (rosa) y las posesiones españolas al oeste del río Misisipi (amarillo).

Al tiempo en que entraba en su fase militar, el conflicto tuvo alguna oportunidad de solución negociada, o al menos eso parecían buscar ambos bandos en sendos documentos de 1775: la "Resolución conciliatoria"  (20 a 27 de febrero) presentada por el primer ministro Lord North, y la "Petición de la rama de olivo" (Olive Branch Petition, 5 a 8 de julio) del Segundo Congreso Continental; pero la resolución británica se entendió como una maniobra para dividir a las colonias, ignorando la existencia del Congreso, y la petición americana perdió toda eficacia al realizarse al mismo tiempo que la "Declaración de alzamiento en armas" (Declaration of Taking up Arms, 6 de julio).

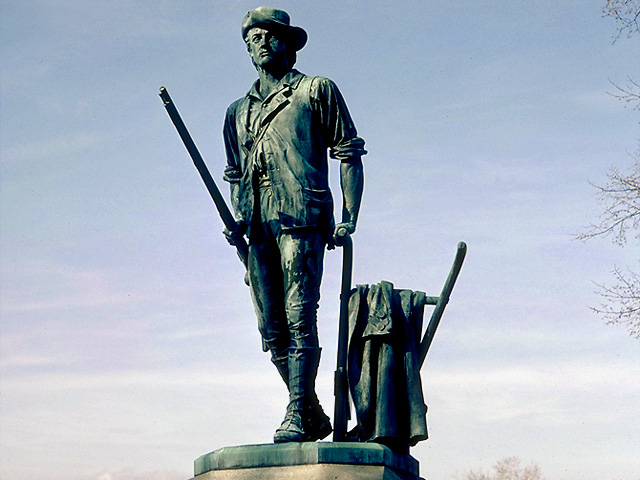
The Concord Minute Man of 1775 ("El minuteman de Concord de 1775"), de Daniel Chester French (1875).

Declaración de Independencia, cuadro de John Trumbull (1819). Muestra a los cinco miembros del comité encargado de redactar la Declaración, presentando su trabajo al Segundo Congreso Continental en Filadelfia (4 de julio de 1776).

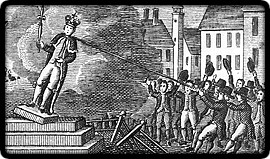
Tras la lectura de la Declaración de Independencia, la multitud derriba una estatua del rey Jorge III para convertirlo en balas (9 de julio de 1776).

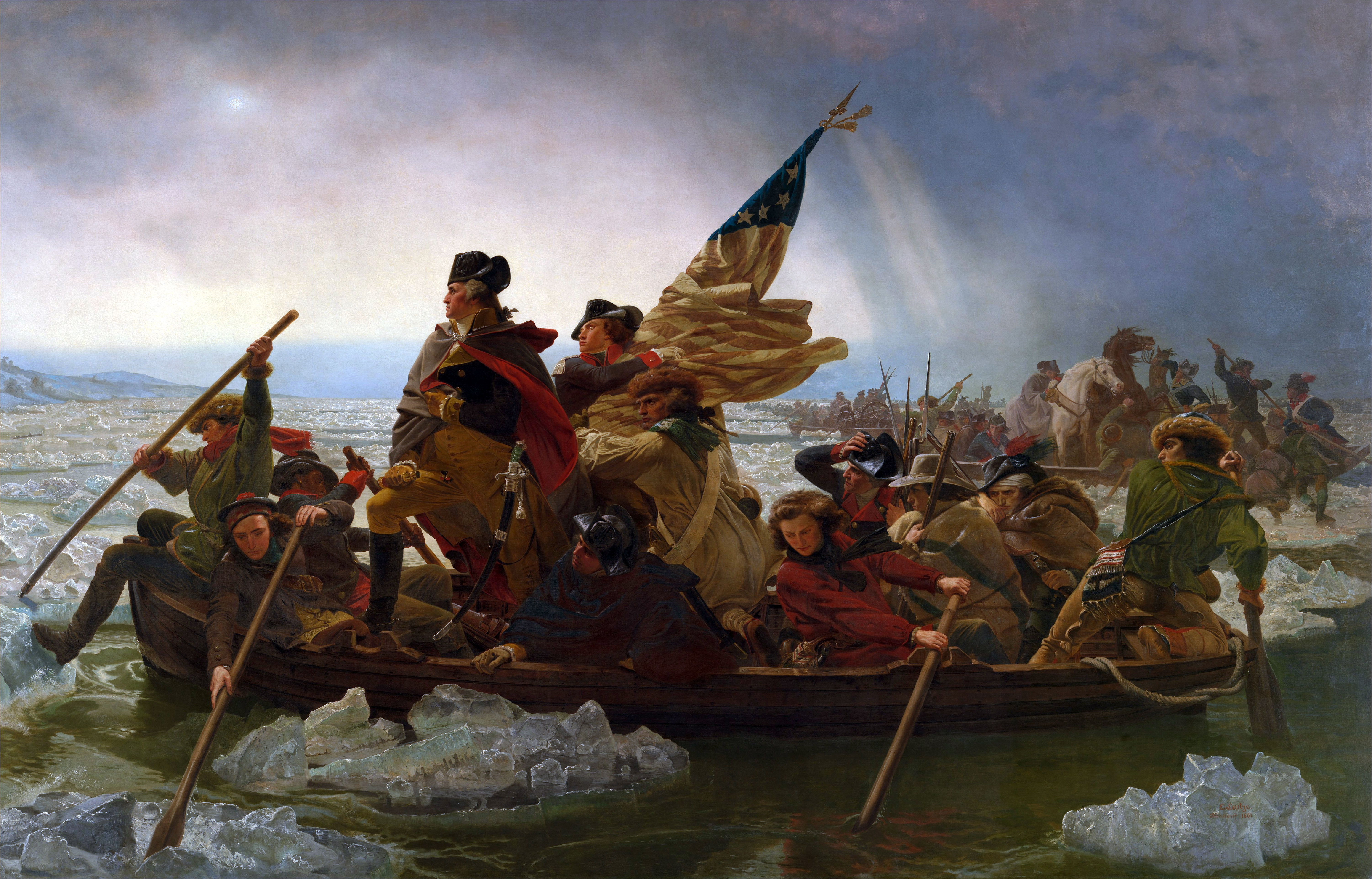
Washington cruzando el Delaware, cuadro de Emanuel Gottlieb Leutze (1851). Muestra un hecho ocurrido el 25 de diciembre de 1776.

## Guerra de Independencia
Para reprimir a los "continentales", los británicos enviaron tropas de combate. En respuesta a ello se movilizaron las milicias de cada colonia, y las hostilidades comenzaron el 19 de abril de 1775 (batalla de Lexington). Tras la batalla de Bunker Hill (17 de junio de 1775), las autoridades británicas consideraron ya imposible reconducir el conflicto con negociaciones y se emitió una "Proclamación de rebelión" (Proclamation of Rebellion, 23 de agosto de 1775). El desafío independentista era tan apremiante que el gobernador de la colonia de Virginia, además de proclamar la ley marcial, prometió la libertad a los esclavos que se unieran al ejército del rey (Proclamación Dunmore, 7 de noviembre de 1775). Aunque se estima que los "lealistas" comprendían entre el 15 y el 20 % de la población, desde el inicio hasta el fin de la guerra los "patriotas" controlaron entre el 80 y el 90 % del territorio; los británicos tan solo pudieron controlar unas pocas ciudades costeras durante un periodo de tiempo extenso. Desde abril de 1776 se inició la ayuda secreta masiva, varias toneladas de cargamento, que prestó el gobernador de Luisiana Luis de Unzaga y Amézaga, quien desde 1770 permitía el libre comercio por el Misisipi y ahora además atendía las peticiones de ayuda de pólvora, harina y medicamentos desde Nueva Orleans hasta Fort Pitt (Pittsburg) que solicitaron Patrick Henry, el general Charles Lee, etc. A quienes, Unzaga, pudo atender gracias a su red de espionaje con agentes secretos como Oliver Pollock, Antoine Landry, Francisco de Estachería conectados, a su vez, con la red de espías de George Washington.
El 4 de julio de 1776, los representantes de cada una de las Trece Colonias (Estados independientes de hecho) votaron unánimemente la Declaración de la Independencia que establecía los Estados Unidos, originalmente una confederación, con un gobierno representativo seleccionado por las asambleas legislativas de cada Estado.

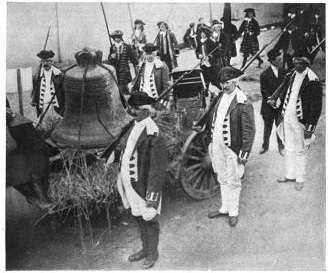
Recreación en 1911 del traslado de la campana de la libertad de Filadelfia a Allentown (1777).

Los "continentales" se aliaron con el reino de Francia (Tratado de alianza, 1778) y con el reino de España (Tratado de Aranjuez, 1779), lo que equilibró las fuerzas entre los contendientes, tanto terrestres como navales. Los dos principales ejércitos británicos fueron vencidos por el Ejército Continental (George Washington) en Saratoga (octubre de 1777) y Yorktown (octubre de 1781), lo que significó de hecho la victoria militar de los Estados Unidos.
El Segundo Congreso Continental pasó a ser el Congreso de la Confederación con la ratificación de los Artículos de la Confederación (1 de marzo de 1781). El Tratado de París (3 de septiembre de 1783), ratificado por Gran Bretaña y por ese nuevo gobierno nacional, supuso el final de iure de la guerra entre ambos y de toda pretensión británica sobre su territorio.

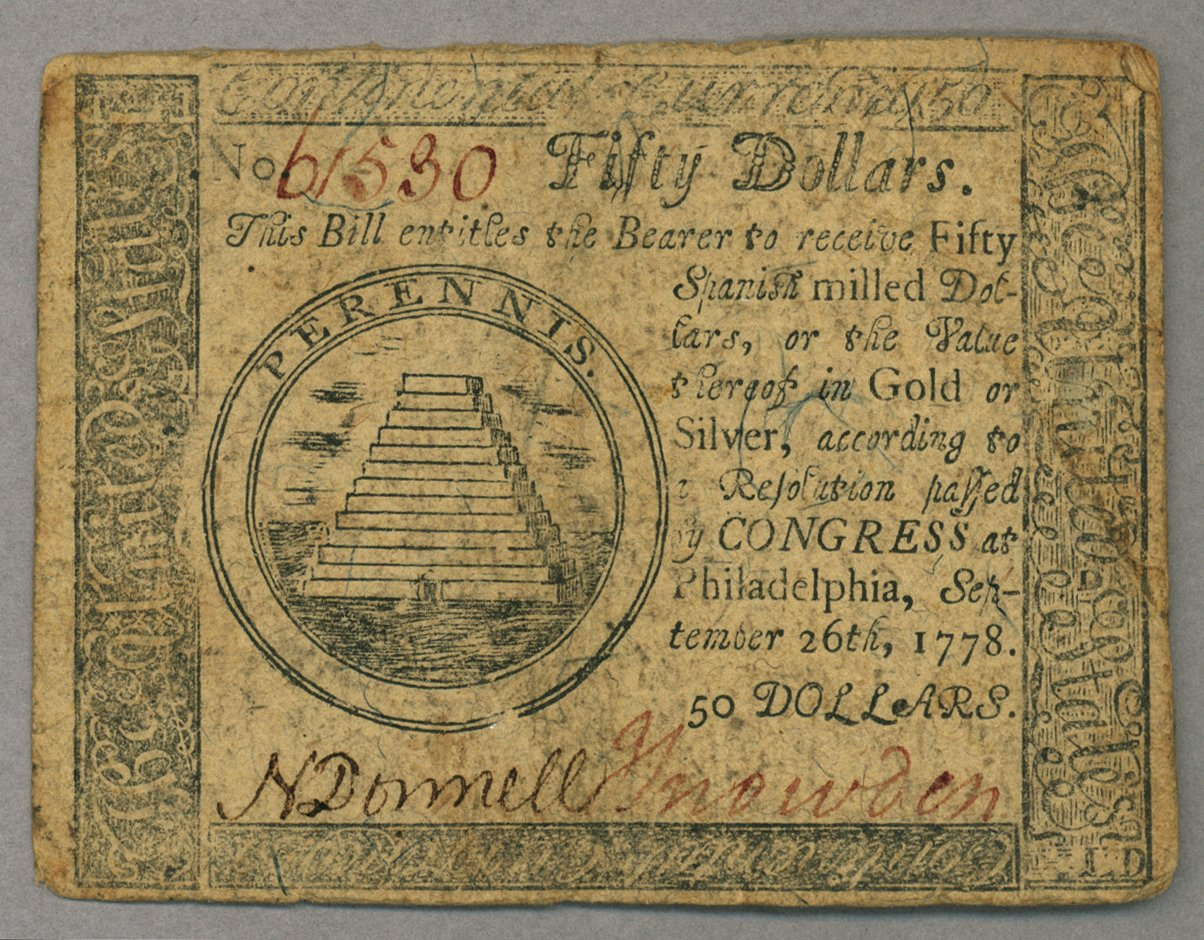
This Bill entitles the Bearer to receive Fifty Spanish milled Dollars, or the Value thereof in Gold or Silver, according to a Resolution passed by CONGRESS at Philadelphia, September 26th, 1778 ("este billete titula al poseedor para recibir cincuenta dólares españoles acuñados [o sea, reales de a ocho], o su valor en oro o plata, según una resolución aprobada por el Congreso en Filadelfia, 26 de septiembre de 1778". La imagen, una pirámide, lleva la palabra latina PERENNIS ("perenne").

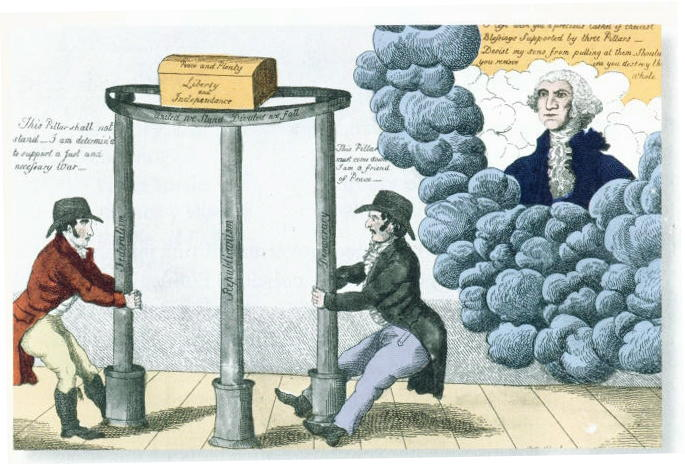
Dibujo satírico que representa a Washington advirtiendo a los dos partidos opuestos que si siguen forzando los pilares del edificio político, este caerá. El demócrata-republicano tira del pilar del federalismo, diciendo "este pilar no se sostiene, estoy determinado a apoyar una guerra justa y necesaria". El federalista tira del pilar de la democracia, diciendo "este pilar debe caer, soy un amigo de la paz".

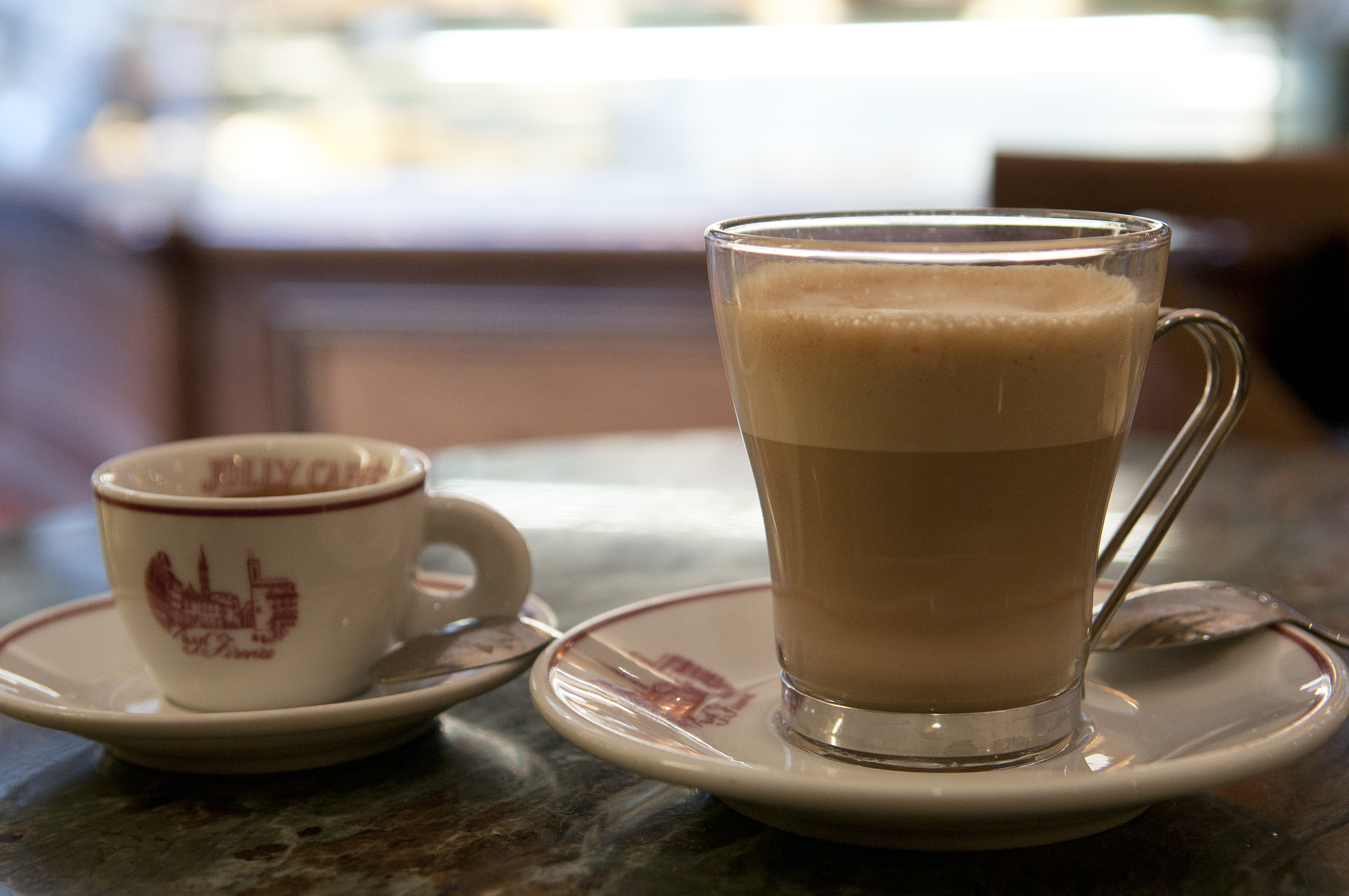
Una famosa anécdota (posiblemente apócrifa, pero muy citada, y que suele denominarse como Senatorial saucer –"platillo de café senatorial"–) refleja una conversación que tuvo lugar entre Jefferson y Washington, que debatían la oportunidad de introducir dos cámaras. "¿Para qué sirve el Senado?", preguntaba uno mientras se quemaba al beber una taza de café muy caliente, y pedía otra taza vacía para templar en ella el líquido (o bien vertía un poco en el platillo de su propio servicio y lo bebía allí). Su contertulio le respondió: "Para eso mismo que estás haciendo" (o sea, para la segunda lectura de las leyes que permita una reflexión atemperada). Se ha destacado el papel de las tertulias, y del propio café como estimulante, en el ambiente intelectual de la Ilustración.

## El nuevo sistema político y social
La revolución estadounidense supuso para esa joven sociedad una serie de grandes cambios intelectuales y sociales, como los nuevos ideales republicanos que, debatidos por los "padres fundadores" (políticos e Intelectuales ilustrados como Thomas Jefferson, Benjamin Franklin, John Adams o Thomas Paine), fueron asimilados por la población. La formación de partidos institucionalizados no se produjo hasta la década de 1830, pero en la época revolucionaria había dos tendencias marcadas (federalistas –James Madison, John Jay– y antifederalistas –Patrick Henry, Richard Henry Lee–), mientras los debates políticos se centraban en el reparto de funciones entre Estados y Federación y el grado de participación popular; incluso algunos de los más liberales temían que la pretendida democracia degenerara en una oclocracia (rebelión de Shays, 1786, rebelión del whisky, 1791), aunque se consiguió una notable estabilidad mediante la elección del prestigioso general Washington para ejercer la presidencia de la Convención de Filadelfia (1787) y las dos primeras presidencias de los Estados Unidos (1789-1797). Entre 1792 y 1824 ya estaba configurado un First Party System ("primer sistema de partidos") dominado por el Partido Federalista hasta 1800 (Alexander Hamilton) y desde entonces por el Partido Demócrata-Republicano (Jefferson y Madison).
Los complejos detalles del nuevo sistema político, que venían planteándose desde la Declaración de Derechos de Virginia (12 de junio de 1776), no se resolvieron hasta los debates de la Constitución (1787) y sus primeras 10 enmiendas (Bill of Rights –"carta de derechos"–, 1789), que sustituyó a los Artículos de la Confederación: La soberanía nacional se reconocía como residente en el pueblo (We, the people -"nosotros, el pueblo"-, no el de cada Estado, sino el del conjunto que pretendía conseguir una "más perfecta unión"), y se confiaba la garantía de la libertad individual y de la personalidad de los Estados miembros en la separación de poderes entendida como un complejo equilibrio institucional (checks and balances) cuyos puntos esenciales eran el federalismo, el presidencialismo, el bicameralismo y un sistema judicial basado en jueces independientes y juicio por jurado.
Los derechos civiles y políticos quedaron reconocidos tal como se concebían por los revolucionarios (influenciados por el contractualismo de Rousseau), como derechos naturales e inalienables (proclamados desde la Declaración de Derechos de Virginia -redacción de George Mason- y resumidos en la de Independencia en una lapidaria expresión de Jefferson: "vida, libertad y búsqueda de la felicidad" -Life, liberty and the pursuit of happiness-). Los nuevos conceptos de democracia y republicanismo produjeron una agitación de la jerarquía social tradicional y crearon una nueva ética pública que conformó la esencia de los valores sociopolíticos estadounidenses, compartidos con un altísimo nivel de consenso y permanencia más allá de su cumplimiento en la realidad, que ya describió Alexis de Tocqueville (La democracia en América, 1835) y que posteriormente se englobaron en la popular expresión  american dream ("sueño americano"). Coinciden en gran medida con los valores burgueses identificados por la sociología del siglo XIX (Max Weber, La ética protestante y el espíritu del capitalismo).
Entre ellos están el igualitarismo ante los orígenes sociales (o igualdad de oportunidades, expresada en el all men are created equal –"todos los hombres son creados iguales"– de la Declaración de Independencia), el respeto a la libre competencia, la propiedad y la iniciativa privada, la responsabilidad individual y la ética del trabajo, la sujeción de los cargos públicos a un mandato temporal e institucionalmente limitado y a elección popular, la libertad de creencias y separación entre iglesias y Estado, la prensa libre y el derecho a la posesión de armas. Se conformó un ideal de ciudadanía en los mitificados "padres peregrinos" (los primeros colonos de Nueva Inglaterra, WASP -"blancos, anglosajones y protestantes"-), mientras se dio continuidad al esclavismo y se procuró la expansión territorial frente a los indígenas americanos y la América española (expedición de Lewis y Clark, conceptos de "imperio de la libertad", "doctrina Monroe", "destino manifiesto").

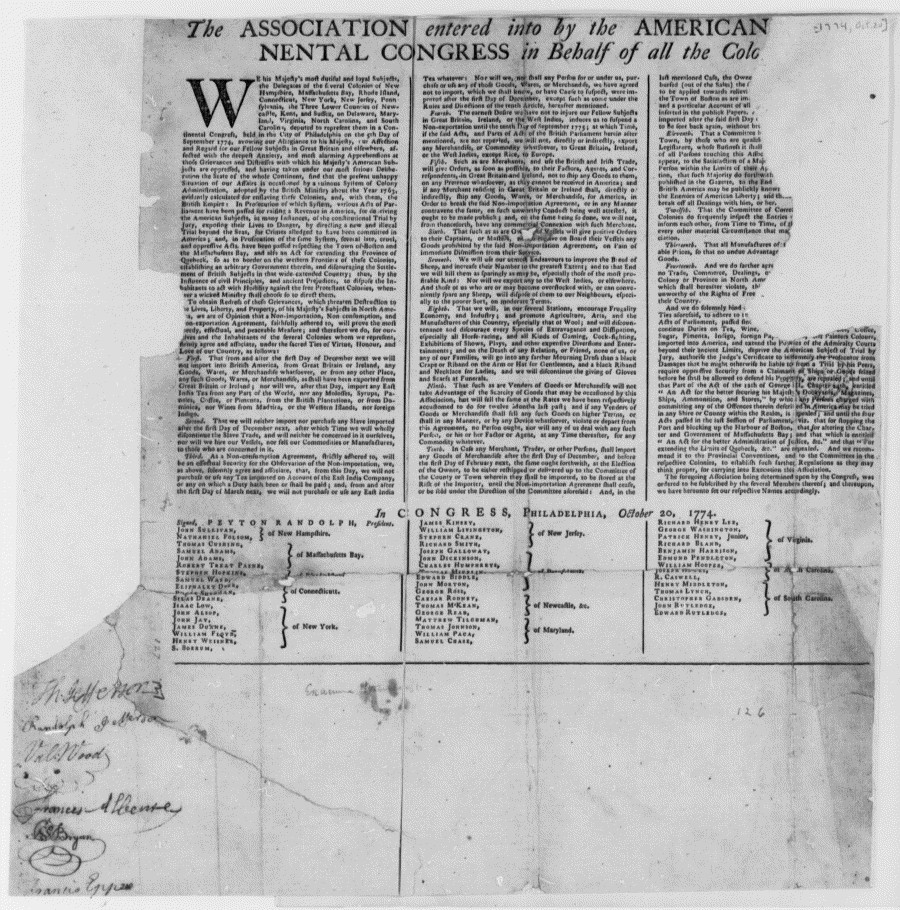
Asociación Continental (The Association entered into by the American Continental Congress in Behalf for all the Colonies - "La Asociación concertada por el Congreso Continental Americano en nombre de todas las Colonias"-), 1774.
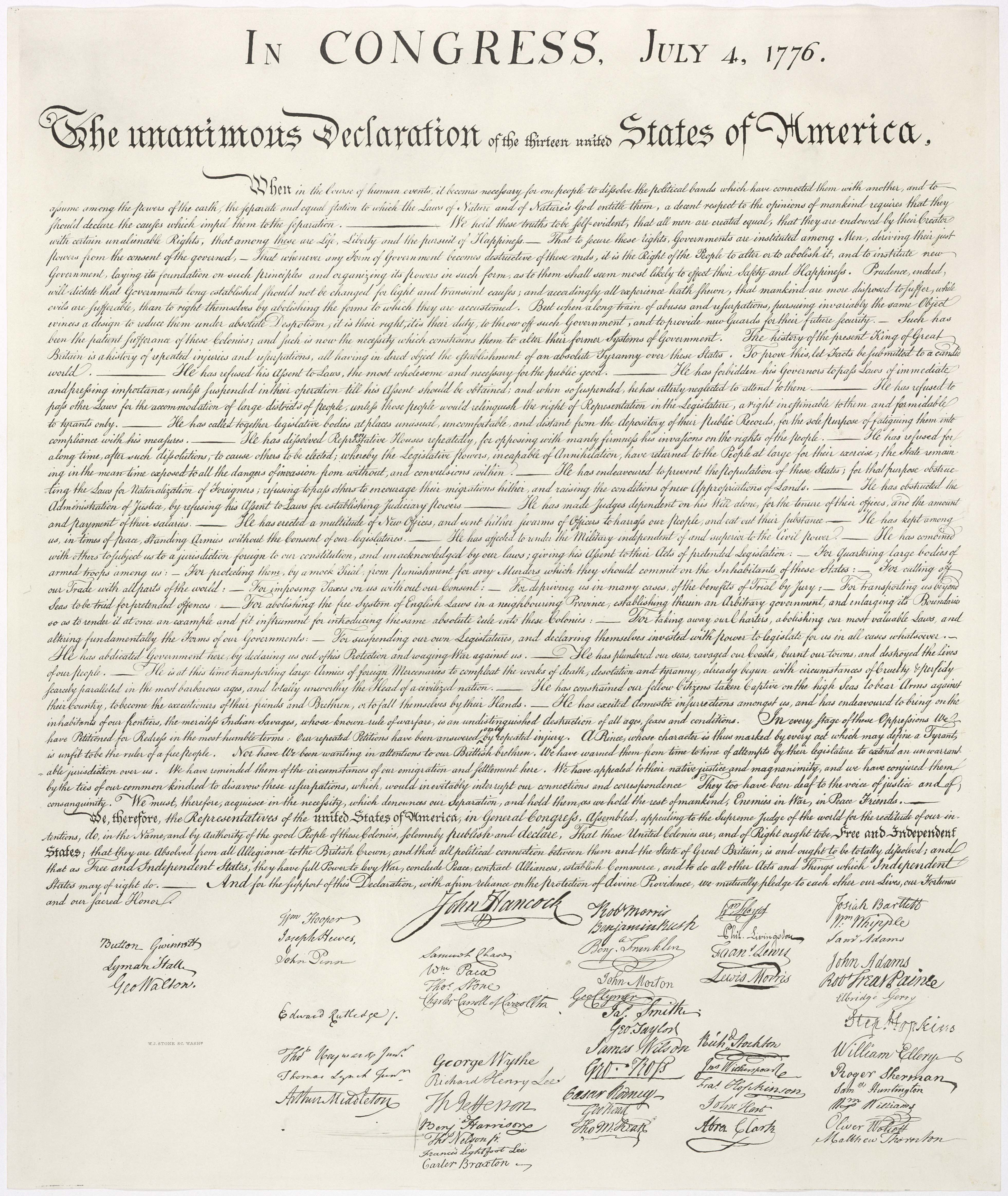
Declaración de Independencia, 1776.
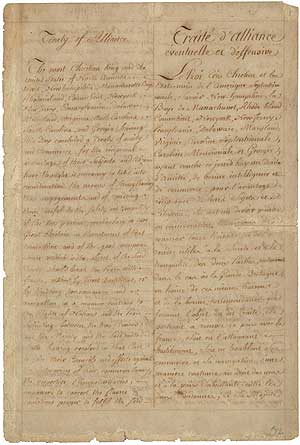
Tratado de alianza, 1778.
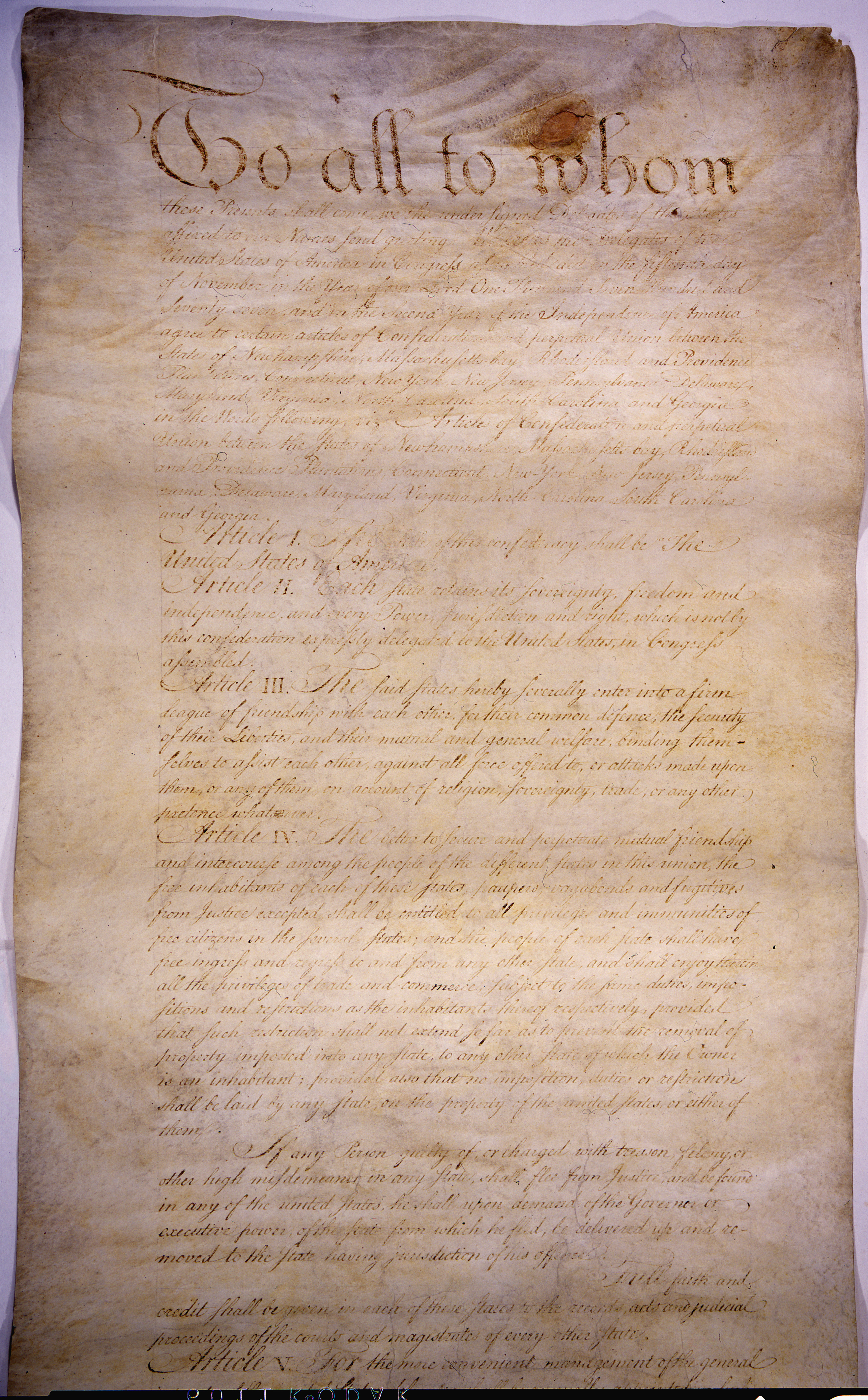
Artículos de la Confederación, 1781.
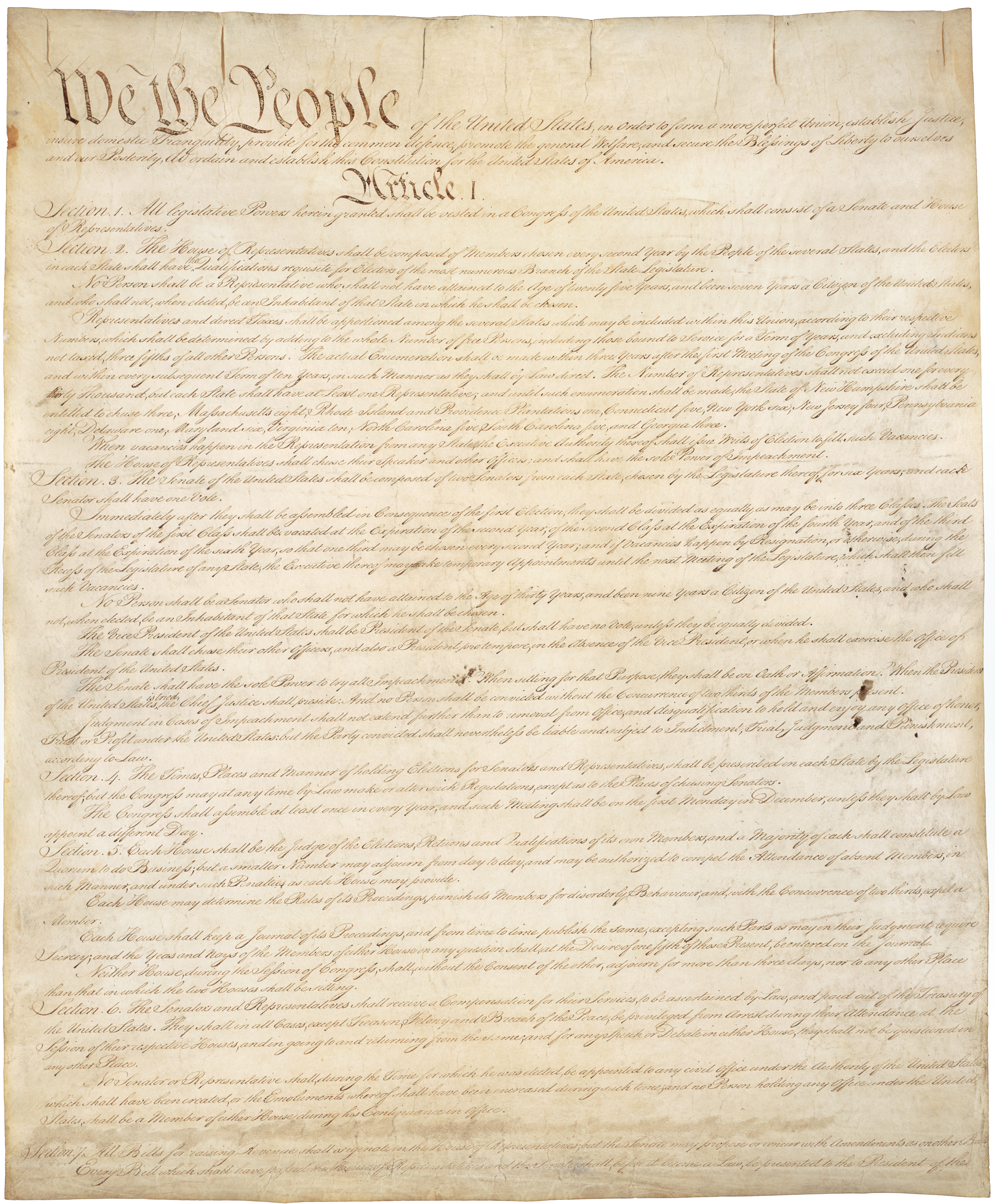
Constitución (remarca sus primeras palabras: We the people -"nosotros, el pueblo"-), 1787.
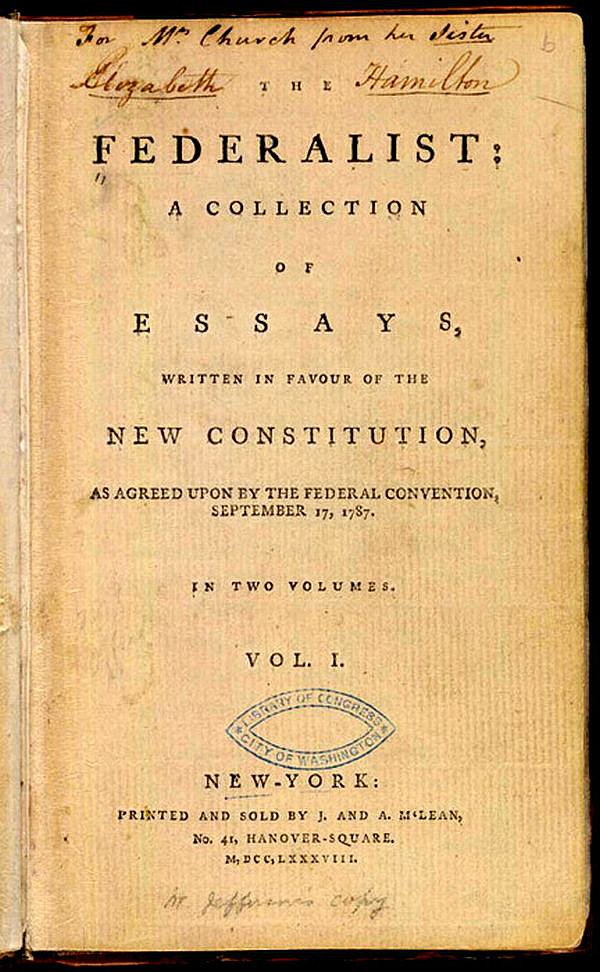
Federalist Papers, una publicación "de partido", 1788.
Las primeras enmiendas (Bill of rights), 1791.

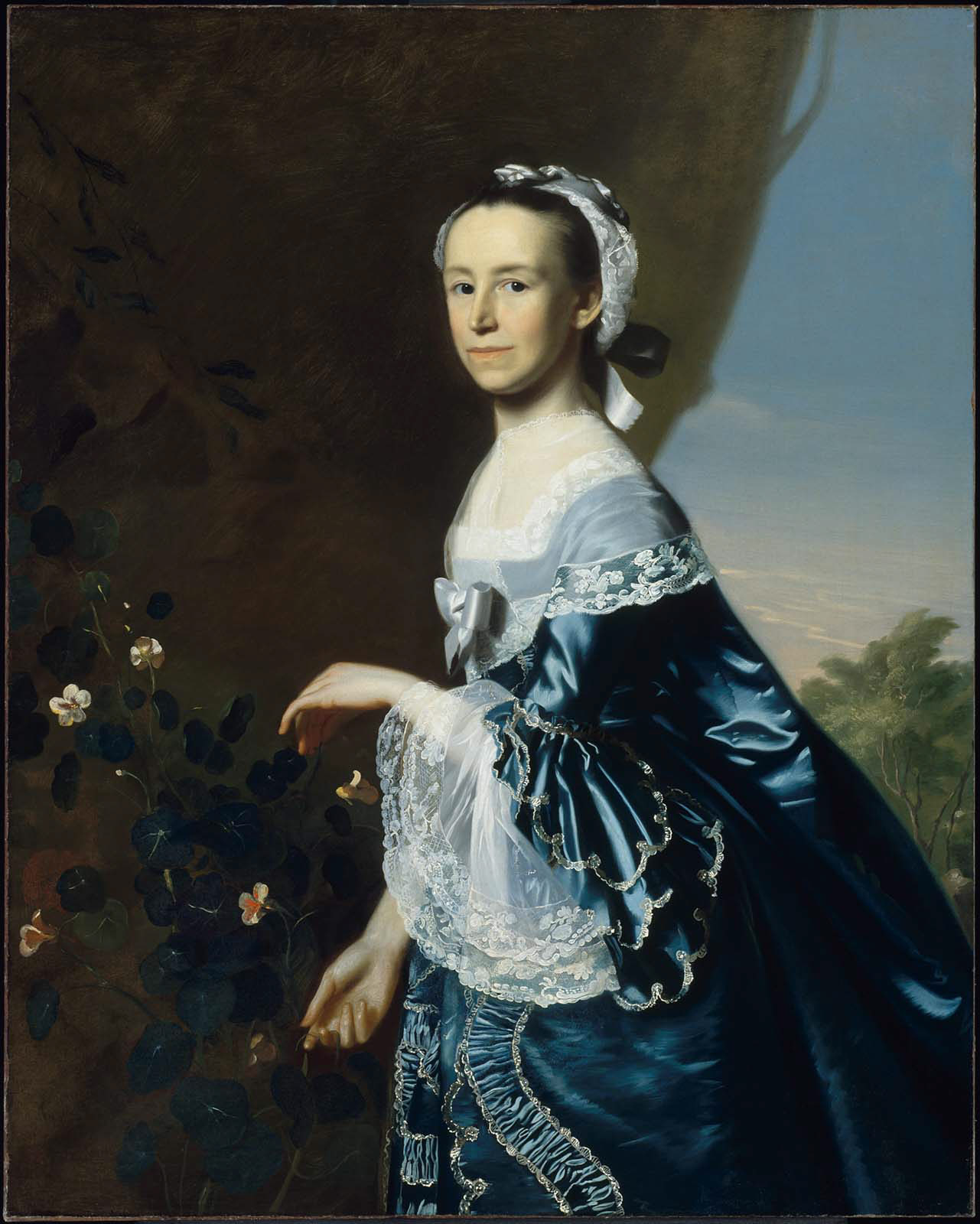
Mercy Otis Warren, que a su condición femenina suma ser uno de los primeros historiadores de la "revolución americana" (History of the Rise, Progress, and Termination of the American Revolution, 1805).

## Historiografía
La historiografía de la revolución estadounidense es abundantísima, como corresponde al periodo fundacional de una nación que ha pasado a ser el centro de la producción en todos los campos (también en el intelectual). Además de los productos académicos, los Estados Unidos destacan por la imposición de su "poder blando" a través de todo tipo de productos culturales, especialmente los audiovisuales (cine histórico). En los más de doscientos años que han transcurrido desde la época de la revolución, los historiadores han rastreado todo tipo de hechos históricos en todo tipo de fuentes, los han analizado con múltiples metodologías e interpretado con muy distintos, incluso opuestos enfoques, según corresponde a cada escuela historiográfica. Tras el predominio de la historia política y militar se pasó al de la historia económica y social; más recientemente, al de una historia reivindicativa de los grupos "invisibilizados", marcada por un lenguaje políticamente correcto.
- Nativos estadounidenses en la revolución estadounidense[46]
- Afroestadounidenses en la revolución estadounidense (negros en la revolución estadounidense)[47]
- Mujeres en la revolución estadounidense (Republican motherhood)[48]

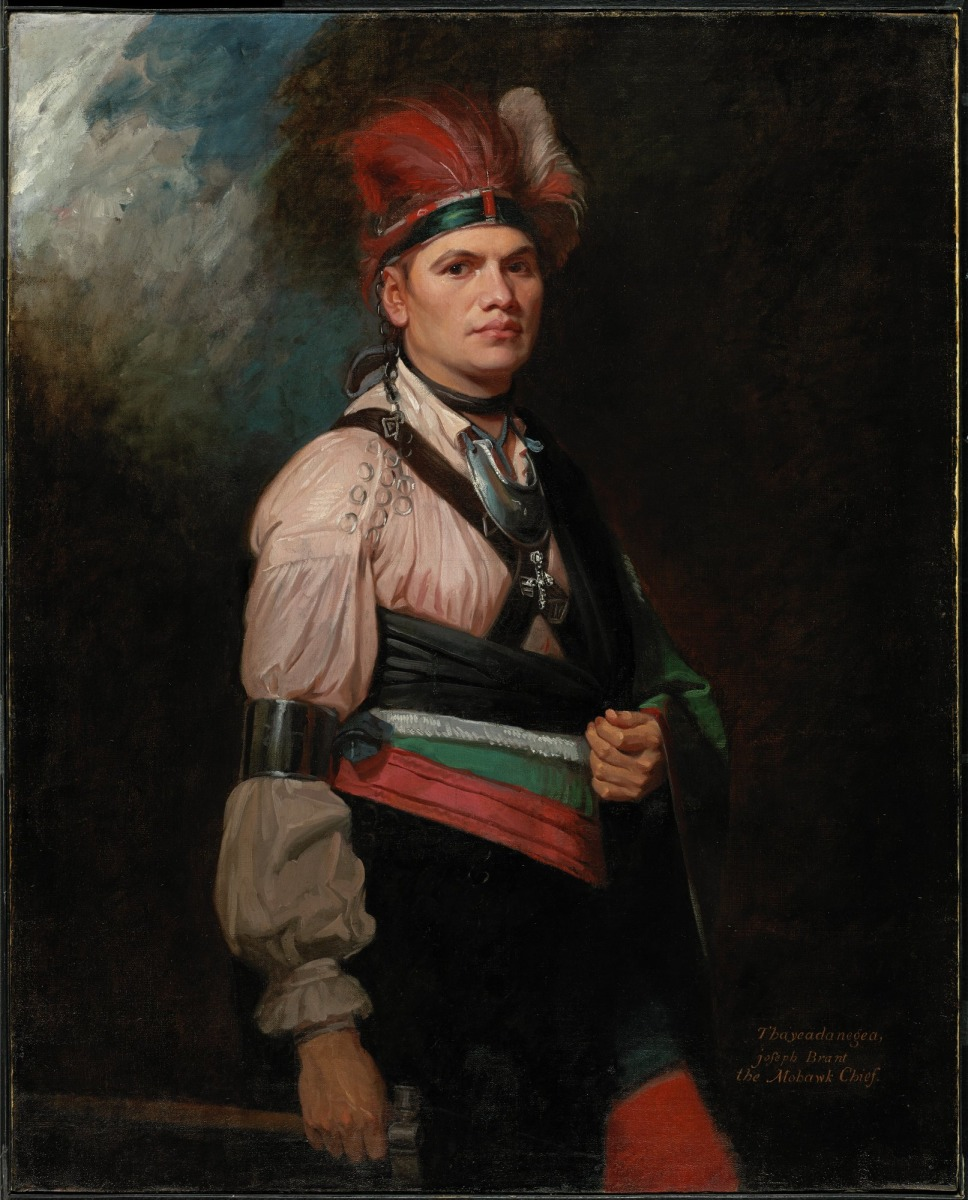
Joseph Brant, retratado por George Romney, 1776.
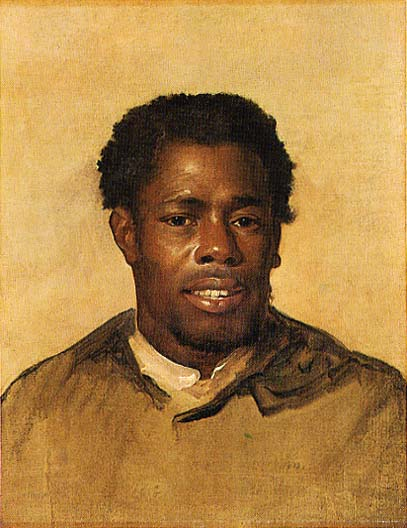
Head of a Negro ("cabeza de un negro"), de John Singleton Copley, 1777.
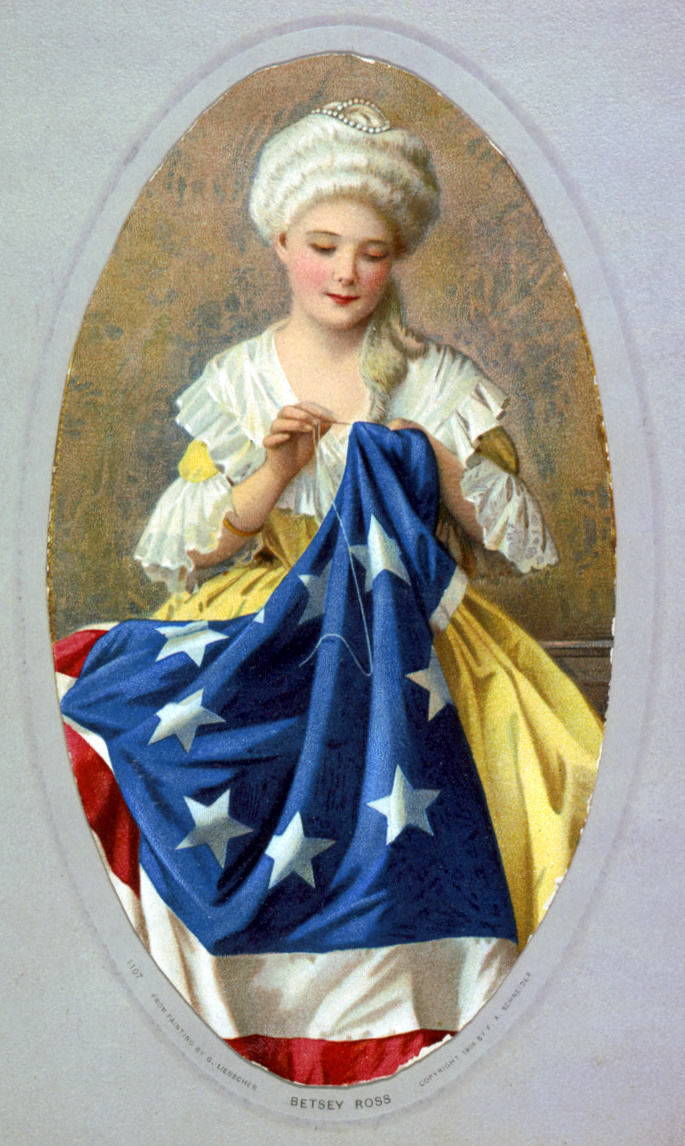
Betsy Ross cosiendo la bandera de los Estados Unidos.

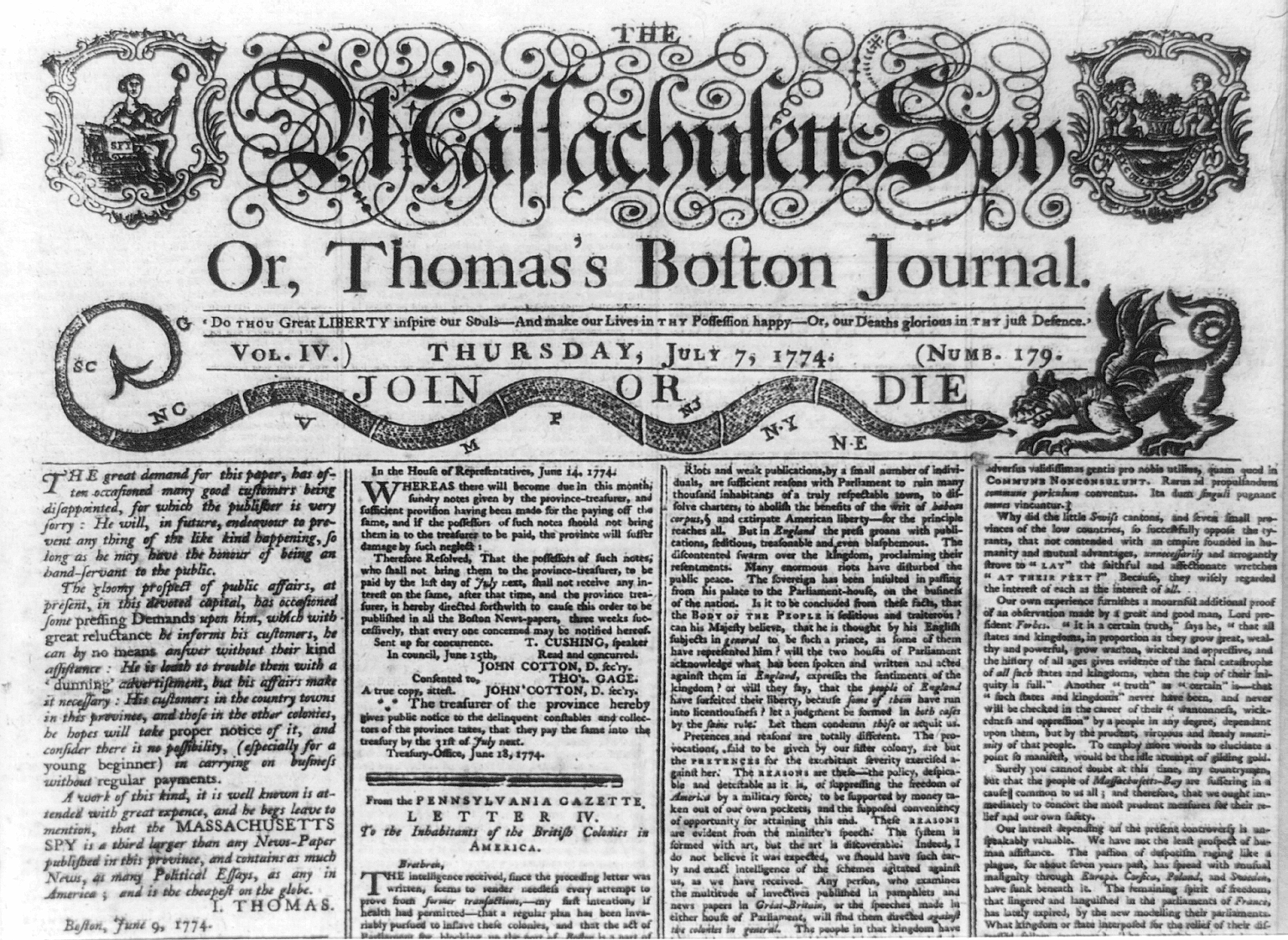
The Massachusetts Spy, 7 de julio de 1774.

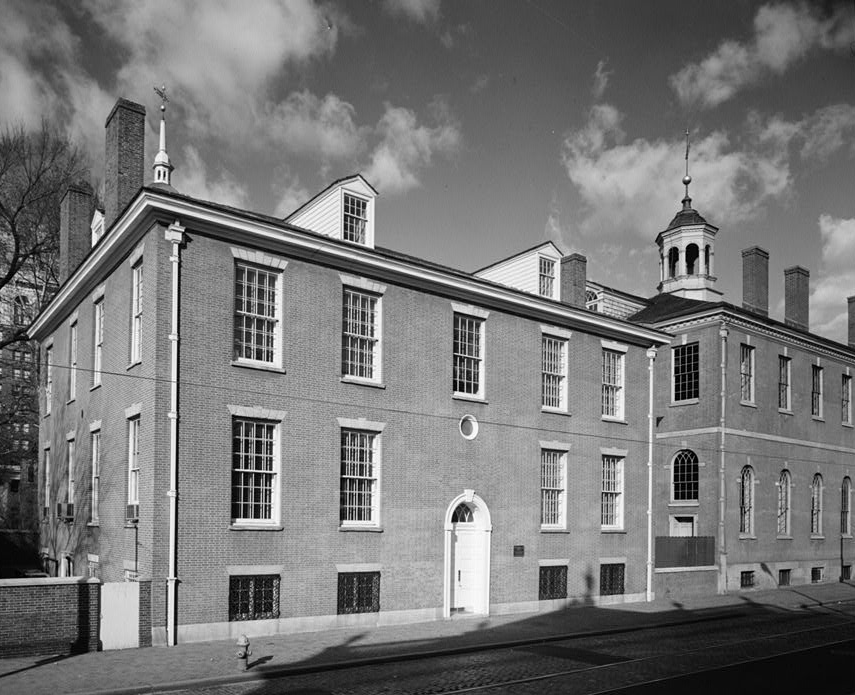
El Philosophical Hall de la American Philosophical Society. El edificio, de Samuel Vaughan, está construido en "estilo federal" (1785-1789). La institución, fundada por Franklin y John Bartram (1743), tuvo como miembros a la mayor parte de los "ilustrados americanos". Desde 1777 se publican las Transactions of the American Philosophical Society, una de las revistas científicas más prestigiosas.

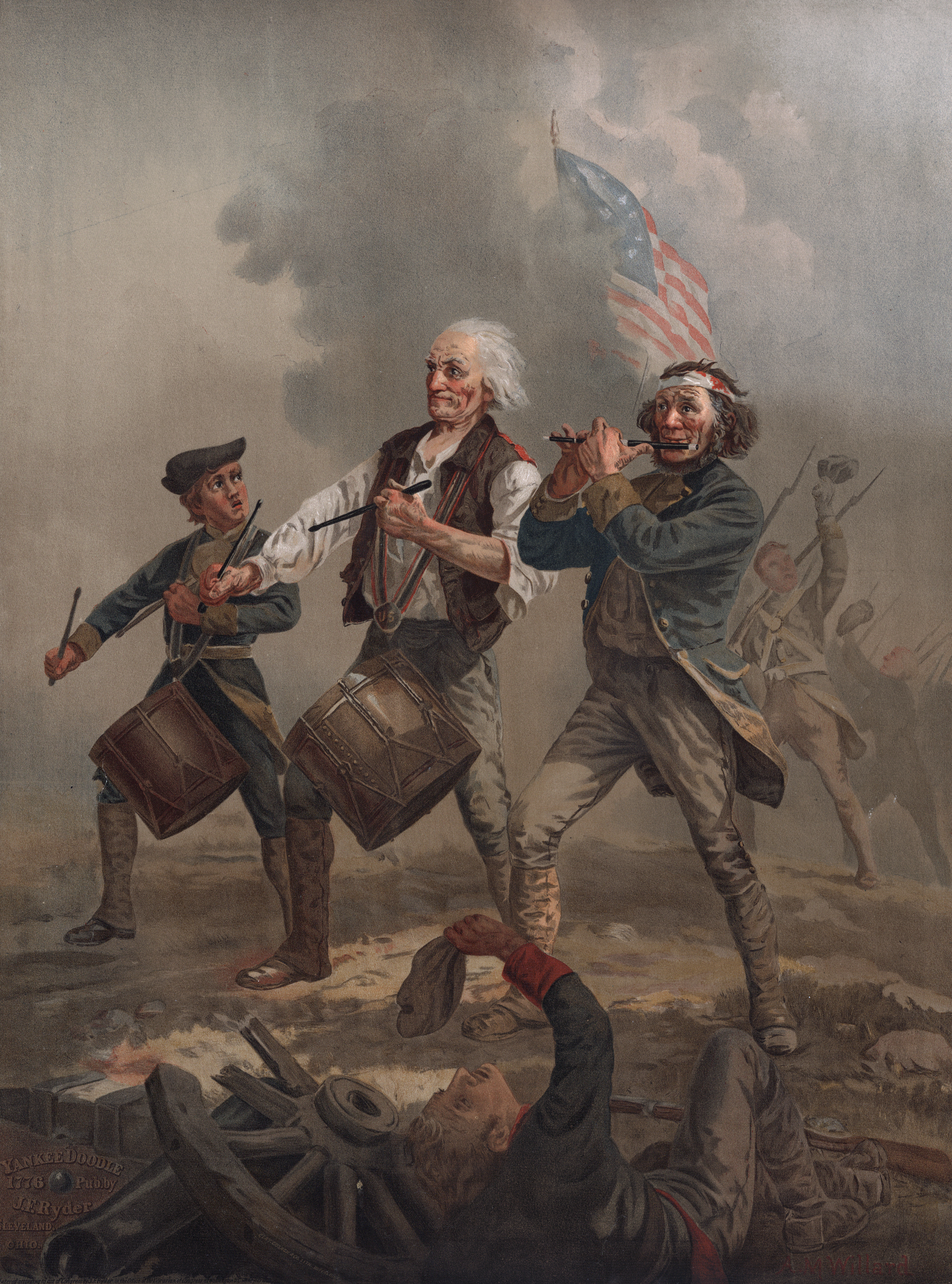
Yankee Doodle o Spirit of '76, de A. M. Willard (finales del).

## Arte y cultura. La Ilustración estadounidense
La mayor parte de los intelectuales y artistas de la época tuvieron un gran protagonismo institucional, y muchos han sido ya citados en el artículo; pero hubo muchos otros, en un verdadero florecimiento de la prensa, las artes, la ciencia y la tecnología.
- Stephen Hopkins, The Rights of Colonies Examined (1764).
- Robert R. Livingston, the Chancellor ("el Canciller").[51]
- Roger Sherman, a man who never said a foolish thing in his life ("un hombre que nunca dijo una tontería en su vida").[52]
- John Dickinson, Letters from a Farmer in Pennsylvania (1767-1768)
- Josiah Quincy, publicó numerosos artículos en la Boston Gazzette, y Observations on the Act of Parliament, commonly called The Boston Port Bill, with Thoughts on Civil Society and Standing Armies (1774).[53]
- John Trumbull (poeta), The Progress of Dulness (1772–1773), sobre pedagogía; y M'Fingal (1775–1782), de tema político; su primer canto (The Town Meeting) se publicó en 1776, y entre los últimos está una Anarchiad que critica a los enemigos del gobierno central.[54]
- Francis Hopkinson, músico aficionado y popular satírico: A Pretty Story (1774), The Prophecy (1776),The Political Catechism (1777).[55]
- Philip Morin Freneau, the Poet of the American Revolution ("el poeta de la revolución americana").[56]

Emporers and kings! in vain you strive
Your torments to conceal
The age is come that shakes your thrones,
Tramples in dust despotic crowns,
And bids the sceptre fail.
The Republican Genius Of Europe, de Freneau.

- Fisher Ames, the most eloquent of the Federalists.
- James Otis, A Vindication of the Conduct of the House of Representatives (1762), The Rights of the British Colonies Asserted and Proved (1764), Considerations on Behalf of the Colonists (1765). Es quien popularizó el lema Taxation without representation is tyranny (que ya se usaba en Irlanda).[58]
- Charles Willson Peale (pintor y naturalista)
- Gilbert Stuart (pintor)
- John Trumbull (pintor)
- William Billings (compositor de himnos)
- David Rittenhouse (astrónomo y relojero)
- Benjamin Rush (médico)
- Robert Fulton (ingeniero e inventor)

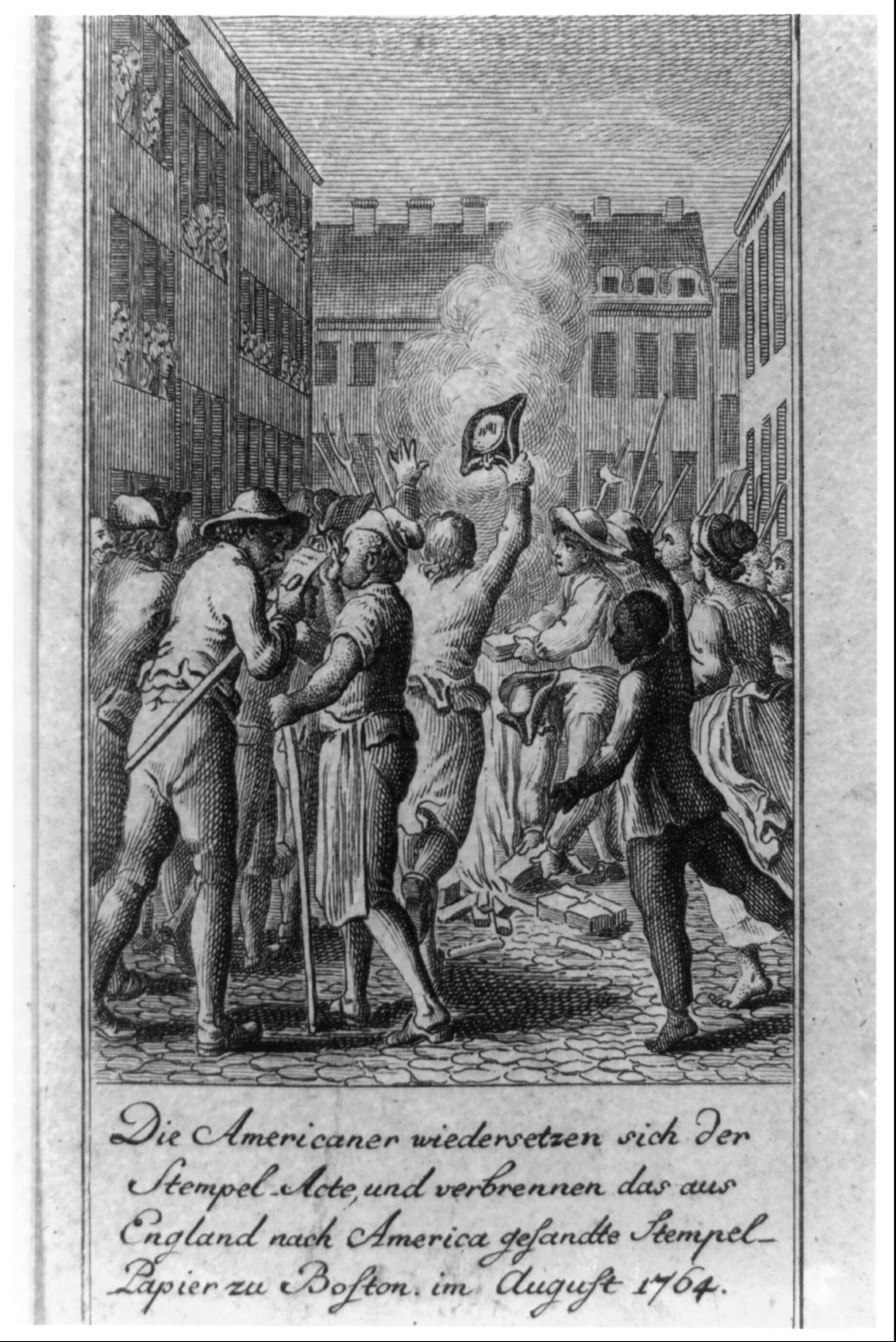
Quema de papeles sellados en protesta por la Stamp Act en Boston en 1764. Grabado alemán de 1784.
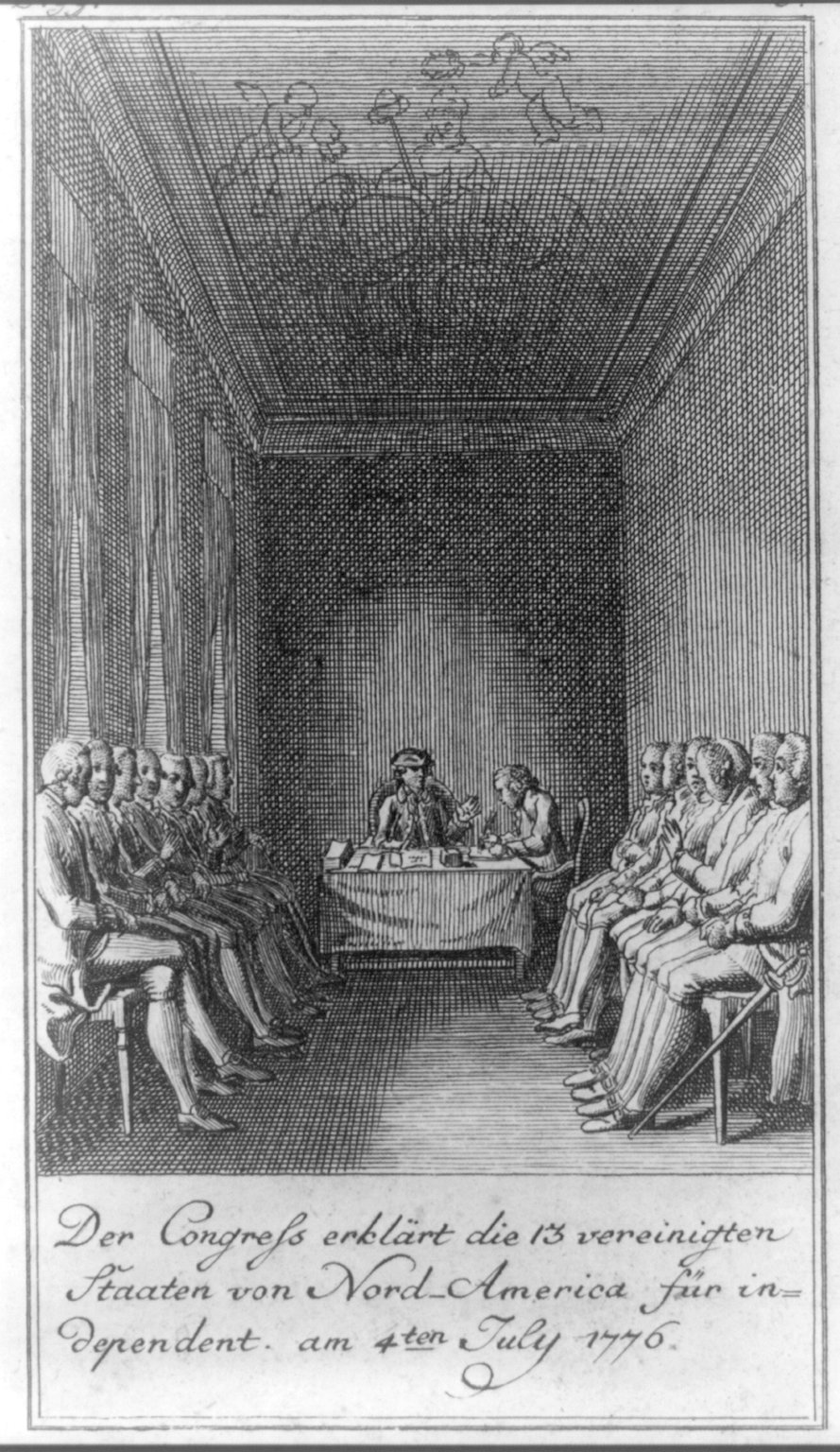
El Congreso declara la independencia de los 13 Estados Unidos de Norte-América el 4 de julio de 1776. Grabado alemán de 1784.
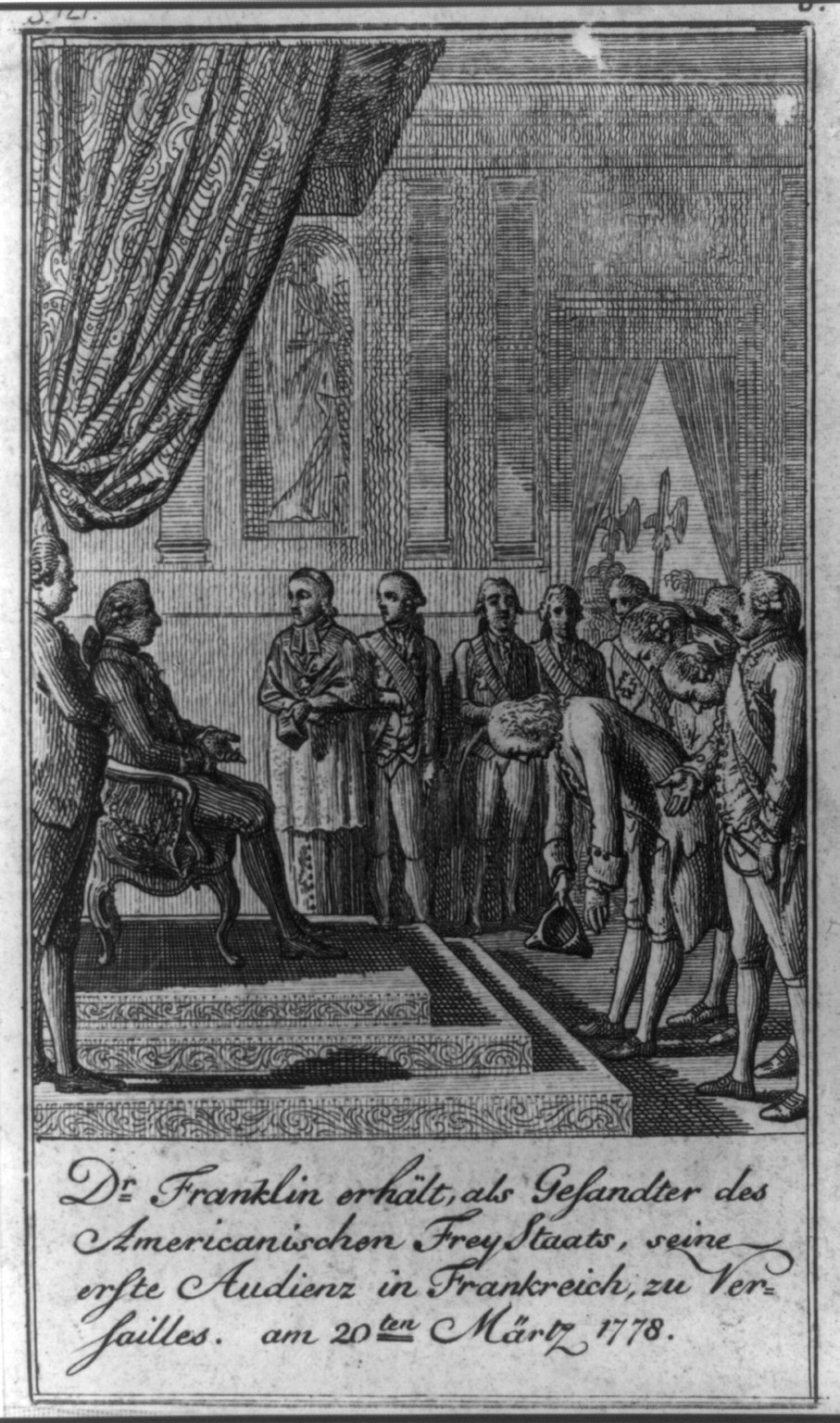
Franklin es recibido en Versalles el 20 de marzo de 1778. Grabado alemán de 1784.

### En inglés
- Library of Congress Guide to the American Revolution
- American Revolution Digital Learning Project New-York Historical Society
- PBS Television Series Archivado el 29 de abril de 2008 en Wayback Machine.
- Smithsonian study unit on Revolutionary Money
- The American Revolution
- Haldimand Collection Letters regarding the war to important generals. Fully indexed
- "Military History of Revolution"  essay by Richard Jensen with links to documents, maps, URLs
- American Independence Museum
- Black Loyalist Heritage Society
- Spanish and Latin American contribution to the American Revolution
- American Archives: Documents of the American Revolution at Northern Illinois University Libraries

### En español
- Se cumplen 240 años - Nacidos el 4 de julio: América grita libertad, en El Mundo, 4 de julio de 2016

- Datos: Q192769
- Multimedia: American Revolution / Q192769